# Catharus ustulatus
Catharus ustulatus là một loài chim trong họ Turdidae.

## Hình ảnh

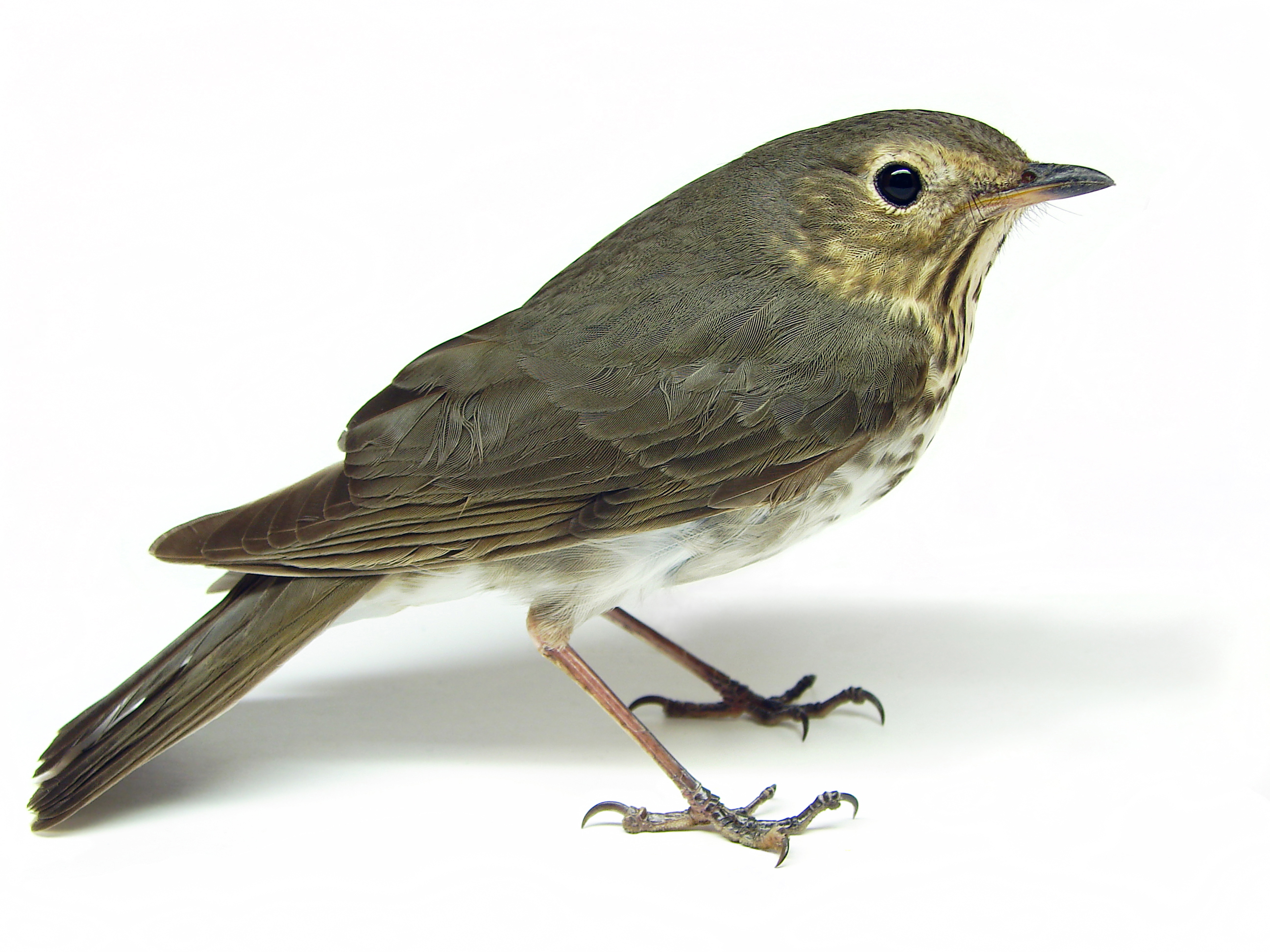
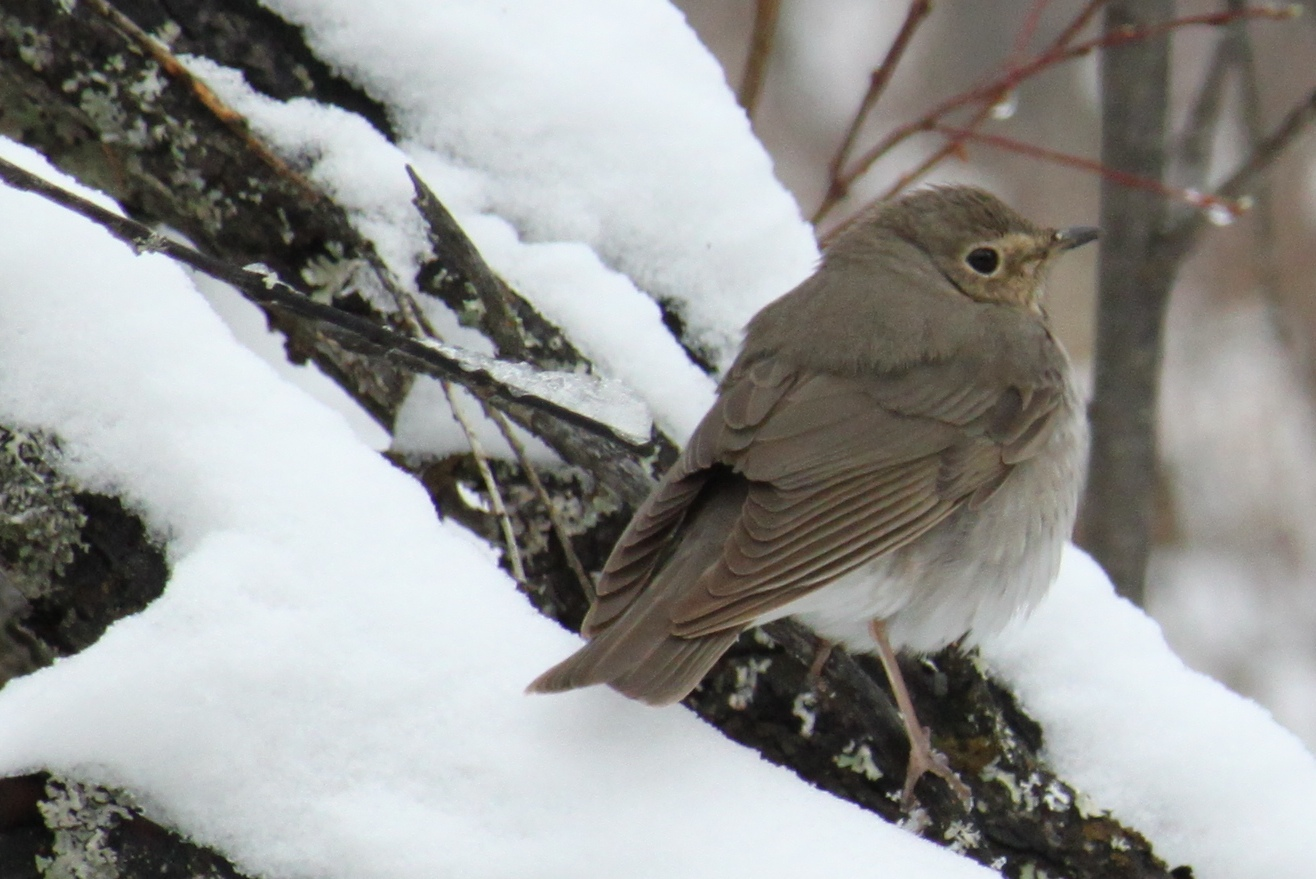
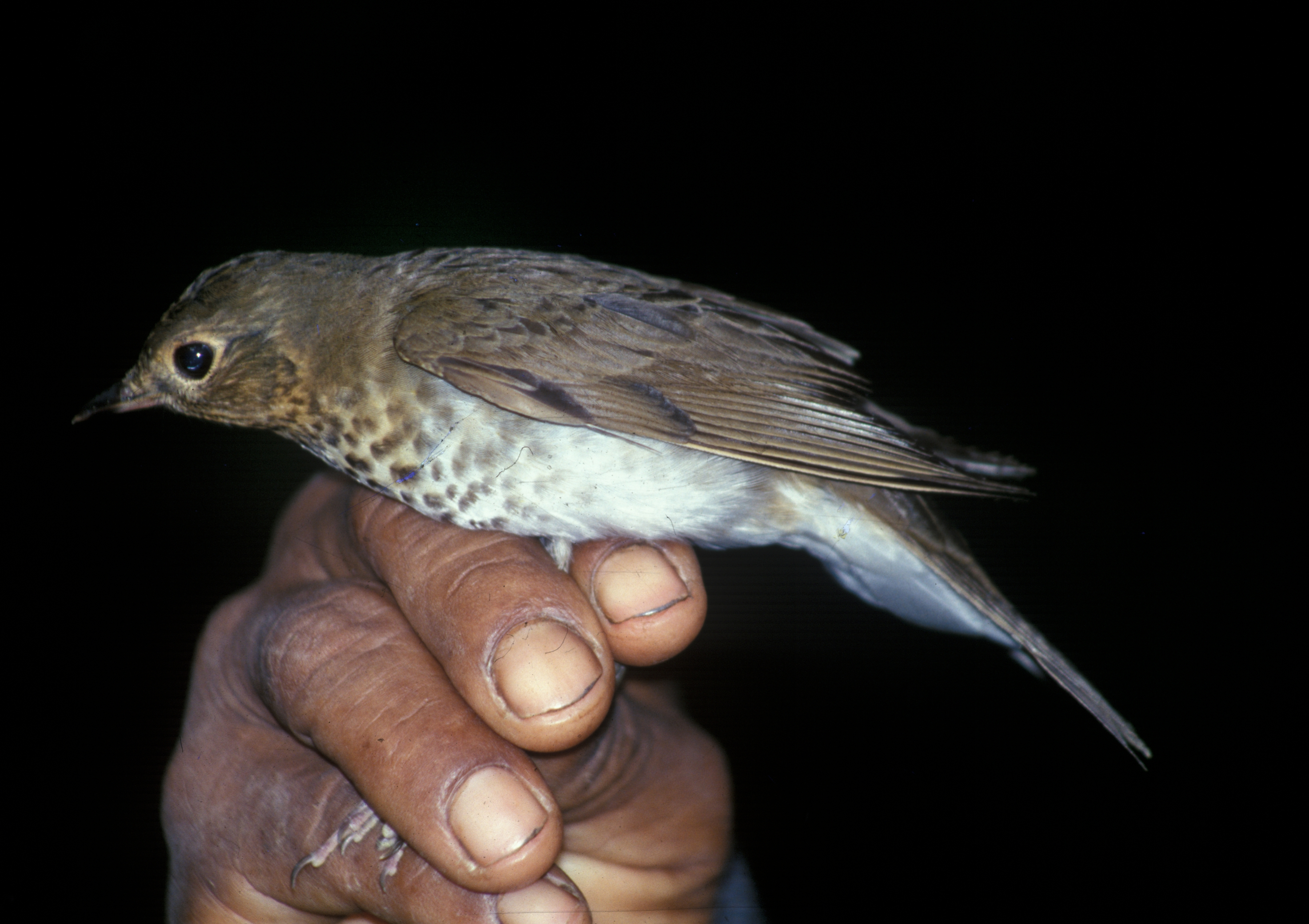